# Concepció Carreras i Pau

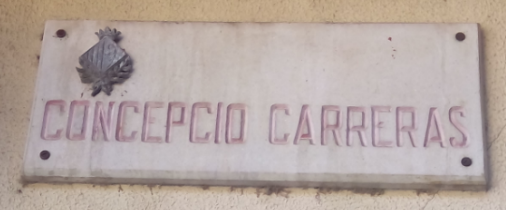
Placa del carrer Concepció Carreras, a Olot

Maria Concepció Carreras i Pau (Olot, 5 de desembre del 1893 - 10 de setembre del 1961) va ser una poetessa, compositora i professora de música catalana.

## Biografia
Filla d'una sòlida i tradicional família olotina, va rebre una curosa preparació musical: estudià solfeig amb el mestre i subdirector de l'escola de l'Orfeó Popular Olotí, Narcís Corriols i Boix, i amplià la formació fent el professorat de piano a l'Acadèmia Ainaud de Barcelona. Entre els anys 1919 i 1920 cursà els tres primers cursos, se n'examinà i els aprovà amb notes molt bones; el 1927 s'hi titulà definitivament, amb el pianista Ricard Vives com a mentor. Als darrers anys vint i començaments dels trenta fou alumna de l'Institut Català de Rítmica i Plàstica de Joan Llongueras.
Abans de la Guerra civil espanyola va donar classes de solfeig, piano i lectura al Patronat Escolar d'Obreres, o Patronat de la Immaculada i Sant Antoni, d'Olot, i creà a casa seva una escola pròpia de música, on ensenyava cant i piano a nens i nenes. L'any 1940 fundà la Sección Infantil de Rítmica y Plástica Carreras i, seguint el mètode Dalcroze que havia après d'en Joan Llongueras, hi ensenyava música, dansa, cant i teatre a infants. També dirigia representacions musicals al Teatre Principal d'Olot. En baixar l'afluència a la Sección... a finals dels anys quaranta, Concepció Carreras es dedicà a l'ensenyament de piano al col·legi de les monges carmelites de les Preses. Els darrers anys de la poetessa foren dificultats per la malaltia de Parkinson, i va ser una desafortunada intervenció lligada a aquesta afecció la que li causà la mort, a Olot, el 1961.

En el camp literari, des de l'agost del 1921 fins al març del 1935 publicà poemes a La tradició catalana, i contribuí a revistes com Fulla del Patronat, portaveu del Patronat Escolar d'Obreres d'Olot, la Revista de Olot, El deber, La Ciutat d'Olot i El Carme, portaveu del Terç Orde y Confraries del Carme de Catalunya -abans de la guerra- i ¡Arriba España!, Pyrene i Misión -després. És de destacar que la prestigiosa publicació La Dona Catalana li imprimí diverses contribucions en poesia i prosa entre 1925 i 1929. Hom ha comparat algunes de les seves poesies amb les del seu admirat Josep Carner. Signà de vegades amb el pseudònim La dama gris i també feu algunes traduccions dels germans Grimm per a les representacions dels seus alumnes. Una crítica n'ha dit:
| «                     | La seva poesia recorda l'estètica i la pintura de l'escola paisatgística d'Olot, tan intimista i realitzada | » |
| — Mercè García Santos | |   |

Participà en concursos, i el 1926 veié premiades tres composicions al "Concurs de Poesia Femenina" de La Dona Catalana, que poc després foren publicades en un volum amb la resta de poesies premiades, el Llibre d'or de la poesia femenina. Al mateix concurs del 1927, aquest cop dedicat a la prosa, fou distingida amb un diploma honorífic per la narració La puntaire. Els jocs florals dels barris barcelonins de La Font d'en Fargues, del Poblenou i d'Horta el 1933; els de Malgrat de Mar del 1934 i els d'Olot del 1949, la distingiren. Guanyà la Flor Natural de poesia al Certamen en Honor de la Verge del Tura, que el 1954 organitzà la Pontificia y Real Academia Mariana de Lleida.
En els actes d'homenatge en el centenari del naixement de Concepció Carreras, el 28 de gener de 1993, l'ajuntament d'Olot inaugurà el monument Jardí poètic Concepció Carreras, de Josep M. Ferrer i Sandra Roura, als Jardins de la Rosaleda (barri de Pequín). El 1969 ja havia aprovat dedicar-li el carrer de Concepció Carreras i entre els anys 1969 i 1978 s'havia instaurat i atorgat el Premi Concepció Carreras de redacció per a menors de 16 anys.

## Obres
Reculls de poesia
- Elvira, poemes: les amoroses empremtes i allò que no torna.  Olot: Impremta Aubert, 1950. Dedicat a la seva mare, morta al desembre del 1939
- De l'amor i de la desamor.  Olot: Aubert, imp., 1954.
- Tribut al paisatge i fonts d'Olot, poemes.  Olot: Aubert, imp., 1953.
- Jardí poètic.  Olot: Laboratorios Sobrino, 1975.
- Enfilant cançons, plec de poemes inèdits.  Olot: Impremta Aubert, 1993.

Per a l'escena
- En Tòfol i l'Agneta (1944)
- Las muñequitas (1944)